# Vergt-de-Biron
Vergt-de-Biron település Franciaországban, Dordogne megyében. Lakosainak száma 188 fő (2022. január 1.). Vergt-de-Biron Saint-Cassien, Paulhiac, Dévillac, Parranquet, Saint-Martin-de-Villeréal, Gavaudun, Biron és Gaugeac községekkel határos.

## Népesség
A település népessége az elmúlt években az alábbi módon változott:
| Lakosok száma | 188  | 181  | 190  | 201  | 188  | 193  | 194  | 191  | 190  | 188  |
|               | 1968 | 1982 | 1990 | 2006 | 2013 | 2015 | 2017 | 2019 | 2020 | 2022 |